# Марин Вачков
Марин Ганчев Вачков е български политик от Българската комунистическа партия (БКП), министър на селскостопанското производство през 1962 – 1966 година и министър на транспорта през 1966 – 1969 година.

## Биография
Марин Вачков е роден на 9 септември 1922 година в Нови пазар. Има брат Васил Вачков, който също е политик. През 1944 година става член на БКП, след което завършва Висшата партийна школа в София. През 1956 година става народен представител, а през 1958 година – кандидат-член на Централен комитет на Централния комитет (ЦК) на БКП. Бил е секретар на ОК на БКП в Русе, а след това първи секретар на ОК на БКП в Хасково.
През 1962 година Вачков става член на ЦК и министър на селскостопанското производство в първото правителство на Тодор Живков. Между 1966 и 1969 година е министър на транспорта във второто правителство на Тодор Живков. От 1970 до 1976 година е посланик на България в Турция. През 1971 година е освободен от ЦК.
Марин Вачков умира на 9 август 1998 година в София.